# Alejandro Domínguez Escoto
Alejandro Domínguez Escoto (9 novembre 1961) è un ex calciatore messicano.

## Carriera
Ha fatto parte della Nazionale messicana al Campionato mondiale di calcio 1986.